# Йорк, Чарльз (фельдмаршал)
Сэр Чарльз Йорк (англ. Charles Yorke; 7 декабря 1790 — 20 ноября 1880, Мейфэр, Большой Лондон) — британский фельдмаршал (1877).

## Биография
Родился в 1790 году. Сын полковника британской армии Джона Йорка и его жены Джулианы Додд. В 1808 году поступил в чине энсина в лёгкую пехоту, и в этом качестве отправился в Испанию, где в составе 52-го полка лёгкой пехоты принял участие в Пиренейской войне. 
В составе британской армии герцога Веллингтона Чарльз Йорк участвовал в следующих сражениях: битва при Вимейру, битва при Фуэнтес-де-Оньоро,  битва при Сьюдад-Родриго, Осада Бадахоса (1812) (апрель 1812; ранен), битва при Саламанке, битва при Витории, битва при Пиренеях, битва при Нивеле, битва при Ниве (после этого был повышен до капитана), битва при Ортезе (февраль 1814, снова ранен). Пройдя с боями весь Пиренейский полуостров от Лиссабона до собственно Пиренеев, армия Веллингтона встретила окончание войны и взятие Парижа русскими, прусскими и австрийскими войсками на территории Франции.
Во время Ста Дней Чарльз Йорк служил сверхштатным адъютантом генерал-майора Фредерика Адама, командира 3-й бригады лёгкой пехоты, и в этом качестве принял участие в битве при Ватерлоо, под огнём противника развозя на коне приказы его частям. 
В 1817 году Йорк был переведён в 13-й линейный пехотный полк, но уже в 1818 году вернулся в 52-й лёгкий. В 1826 году он был повышен до подполковника, а  в 1841 году до полковника, после чего стал помощником генерал-квартирмейстера — сперва в Корке, а затем в Манчестере. 
В этот период (после 1815 и до 1850) служба Йорка проходила в Великобритании. Однако, в 1850 году 60-летний полковник отплыл в Южную Африку, приняв на себя функции заместителя командующего британскими войсками Джорджа Кэткарта. В этом качестве он принимал участие в последних этапах Восьмой войны против племени Коса, в основном отвечая за тыловое обеспечение. В 1851 году был произведён в генерал-майоры в связи с успешным окончанием войны. 
В мае 1854 года Йорк был назначен так называемым военным секретарём британского главнокомандующего. Фактически, он стал начальником отдела кадров всей британской армии. В 1856 году он стал кавалером ордена Бани, в 1859 году был произведён в генерал-лейтенанты, а в 1860 году вышел в отставку.
Впрочем, уже в 1863 году Йорк был включён в состав Королевской комиссии, которой было поручено проверить, насколько эффективно была реорганизована Британская Индийская армия после событий Сипайского восстания. В 1875 году 85-летний Йорк получил почётную церемониальную должность констебля (здесь — коменданта) лондонского Тауэра, а в 1877 году был произведён в фельдмаршалы.
Фельдмаршал Чарльз Йорк скончался в Лондоне в 1880 году. Он никогда не был женат и не имел детей.